# Čakavščina
Čakavščina (hrvaško čakavština, čakavica, čakavsko narječje, v lastni govorici čakavščina, čakavski jazik, ter čokovščina, čokovski jazik, čokovsko noričje) je eno od treh glavnih hrvaških narečij, ob kajkavščini in štokavščini. Največ govorcev živi v Dalmaciji in Istri. Gradiščanščina v Avstriji in na Madžarskem deloma izhaja iz čakavščine, ravno tako tudi moliščina v Italiji.
Mnogi jezik čakavskih Hrvatov označujejo kot dalmatski jezik, čeprav poznamo tudi dalmaščino, ki spada med romanske jezike. Veliko hrvaških jezikoslovcev in govorcev je mnenja, da je tudi čakavščina jezik in ne samo narečje. Ima lastno književnost in knjižni jezik, med slovanskimi govori na Hrvaškem pa ima Čakavščina tudi najstarejši jezikovni spomenik.

## Zgodovina
Čakavščina je predstavljala prvi knjižni standard na Hrvaškem. Stara Hrvaška je obstajala vsaj od leta 830 in njeno središčno območje je bil ozek obmorski pas med Kranjsko in Dalmacijo, kjer se je razvil čakavski govor. Baški spomenik iz  okrog leta 1000 je napisan v glagolici in v jeziku, v katerem se mešajo elementi čakavščine in tedaj zelo cenjene staro-cerkvene slovanščine. Verjetno najstarejše ohranjeno besedilo, ki je povsem čakavsko, je Vinodolski zakonik, ki je bil izdan že leta 1288 in je obenem tudi najstarejši ohranjeni hrvaški pravni vir.
V Čakavščini sta tudi dve ohranjeni kopiji sporne in najverjetneje ponarejene  Istrske pogodbe (Razvod istrski), s katero Hrvati dokazujejo njihovo zgodovinsko izpričano naselitev v Istri,  ki naj bi bila napisana leta 1325.  Gre za pravni akt, ki naj bi služil razmejitvi istrskih komun, datirali so ga v obdobje pred 1275, vendar pa so zaimenski pridevniki v tem aktu za 13. stoletje najverjetneje preveč razviti - slednje besedilo tako verjetneje datira v leto 1325 ali pa je kot ponaredek iz 15. stoletja sestavljen iz starejših listin.
V čakavščini in glagolici je napisan tudi prvi hrvaški slovar, ki ga imenujemo  Zadarski slovar.
Prvi knjižni jezik na Hrvaškem ima veliko arhaičnih slovanskih elementov, saj so na področju zgodnje Hrvaške v liturgiji uporabljali starocerkveno slovanščino. V obmorski Dalmaciji in v stari dinarski Hrvaški so v čakavskem  knjižnem jeziku še do 17. stoletja besedila zapisovali v glagolici, v 17. stoletju pa so  tamkaj čakavščino prenehali uporabljati za knjižni jezik, ker se je na njeno mesto že tedaj povzpela štokavščina.
Zaton uporabe čakavskega narečja ima več vzrokov. Najstarejši vzrok izvira še iz predturških časov in sicer gre za razvoj bogate renesančne in humanistične književnosti v štokavskem Dubrovniku. Dubrovnik je leta 1358 prvič priznal nadoblast ogrsko-hrvaških kraljev, s čimer je mesto s svojo štokavsko okolico pričelo privzemati hrvaško regionalno identiteto, leta 1454 in 1459 pa je v nekih kraljevih listinah dobilo naziv ščit našega Dalmatinskega kraljestva. Da se je regionalna povezava Dubrovnika s Hrvaško prijela, stoletje kasneje kaže renesančni pesnik Ivan Vidali  iz Korčule, ki mesto imenuje za krono vseh hrvaških mest. Zaradi velikega vpliva dubrovniške književnosti je čakavska književnost dobila močno konkurenco. Sam dubrovniški ijekavsko-štokavski govor je imel ključno vlogo pri tem, da so kasneje Hrvati za jezikovni standard določili prav ijekavsko obliko štokavščine.
Drugi pomembni vzrok za zaton čakavskega jezika je širjenje štokavskih vplivov zaradi delovanja štokavskih duhovnikov s katoliških področij Bosne. Pri tem je veliko vlogo odigral frančiščanski verski red, jezuit Kašić Bartol pa je leta 1604 napisal prvo delo o gramatiki hrvaškega jezika, pri čemer se je naslonil na bošnjaško ikavsko štokavščino.   Na sploh je imel bošnjaški jezik tedaj velik vpliv na razvoj hrvaškega knjižnega jezika.
Tretji razlog za zaton čakavščine predstavljajo turški vpadi, ki so med 16. in 18. stoletjem  na Balkanu sprožili velike migracije prebivalstva. Staro območje čakavščine je bilo v srednjem veku večje od današnjega: raztezalo se je v smeri jugozahodne Hrvaške in deloma tudi v Bosno. Čakavci so bili v stalnem stiku z Italijo in Dalmati, zato je čakavščina padla pod italijanski in dalmatski vpliv.  Med tem ko je kopenska čakavščina prevzela štokavske elemente, je otoška čakavščina ohranila  arhaične elemente, zato se jezikoslovci pri preučevanju usmerjajo predvsem na raziskovanje slednje. Po padcu Beograda se je ozemlje hrvaške države zaradi turških osvajanj zgolj v pol stoletja prepolovilo Leta 1532 so Turki zavzeli Klis in Bosno, številni Hrvati pa so pobegnili na dalmatinske otoke in počasi asimilirali Dalmate,   približno 100-200.000 Hrvatov pa je šlo v tujino, bodisi na Kranjsko med Slovence, bodisi na Ogrsko (na današnjo Gradiščansko), na Moravsko ali pa v Spodnjo Avstrijo. Pobegnili so tudi v Italijo (Molize). V 18. stoletju se je iz čakavščine in kajkavščine izoblikovala gradiščanščina, pri čemer je bilo izgubiljenih veliko čakavskih potez. Na mnoga področja, kjer so poprej živeli čakavski Hrvati, so prišli štokavci, ki so v etničnem smislu večinoma pripadali bodisi Srbom bodisi Bosancem. Zaradi obrambe proti Turkom so na področjih Vojne krajine nastajale oborožene vojaške skupnosti, večinoma sestavljene iz prebeglih turških  graničarjev, ki so bili tedaj še večinoma kristjani, bodisi katoliški ali pravoslavni. To je povzročilo prepletanje zahodnoštokavskega (zvečine bošnjaškega) govora z vzhodnoštokavskim (zvečine srbskim) in razširjanje na čakavska področja. Kljub temu, da je senjska škofija na jugu kot knjižni jezik še nekaj časa uporabljala čakavščino, so štokavske doselitve in delovanje bošnjaških duhovnikov povzročili, da se je čakavščina že v 17. stoletju prenehala uporabljati.
Četrti razlog za zaton uporabe čakavskega jezika leži v geografskem premiku političnega centra na Hrvaškem iz čakavskega juga na kajkavski sever. Po padcu Beograda se je ozemlje hrvaške države zaradi turških osvajanj prepolovilo in leta 1558 sta se slavonski in hrvaški sabor v močno okrnjeni hrvaški državi združila, tako da je bila delitev na dve banovini za vedno presežena. To je imelo za posledico premikanje političnega težišča proti severu, na področje Zagreba in Varaždina, saj se je banska krajina, ki ji je načeloval odslej skupni ban, raztezala od Karlovca do Ivanića, torej na področju kajkavskega govora. Ker sta v  Zagrebu imela svoj sedež tako ban kot zagrebški nadškof, so se v 18. stoletju vzporedno z normiranjem  hrvaškega književnega jezika na osnovi štokavščine (v Dalmaciji in tudi na območju današnje Slavonije) v Zagrebu in njegovi okolici pričele pojavljati težnje po normiranju hrvaškega jezika na osnovi kajkavskega govora.

## Govorci
Čakavski jezik govori približno 12% Hrvatov, med ta delež se prišteva tudi gradiščansko-hrvaško skupino. Otoško narečje govorijo na Korčuli, Mljetu, Hvaru, Braču in na Elafitskih otokih. Kopensko čakavščino pa govorijo v Istri, Vindolu, Zadru, Splitu in na Pelješcu.

## Narečja
Dalibor Brozović je čakavske dialekte razdelil na šest skupin:
1. severno-čakavski ali ekavsko-čakavski dialekt na severovzhodu (okolica Vinodola in deli Istre; ekavska izgovorjava)
2. srednje-čakavski ali ikavsko-ekavski čakavski dialekt (v srednji Dalmaciji in dve enklavi v Istri; ikavsko-ekavska izgovorjava)
3. buzetski ali gornje-mirnovski dialekt (na severu Istre; ekavska izgovorjava)
4. južno-čakavski ali  ikavsko-čakavski dialekt (na jugu Dalmacije, v Istri pa na severozahodu; ikavska izgovorjava)
5. jugo-zahodno istrski ali štokavsko-čakavski dialekt (na jugozahodu Istre; ikavska izgovorjava)
6. Lastovski dialekt (na otoku Lastovo in je edini dialekt, ki ga v Istri ne najdemo; ijekavska izgovorjava)

Med tem, ko so ostali istrski govori v glavnem nastajali z mešanjem avtohtonih čakavskih govorov in  štokavskih vplivov, buzetska čakavščina predstavlja ohranjeni avtohtoni govor, ki poleg čakavskih vsebuje tudi slovenske elemente, slednji pa mu z vidika hrvaške dialektologije dajejo (nepravo) kajkavsko obeležje. Za buzetsko čakavščino in slovenska narečja je npr. značilno, da zvočni soglasniki na koncu besede onemijo (npr. mräs, zop, moš), med tem ko pri štokavskih govorih postanejo polzvočni (slovensko in  buzetsko -b>p, -d>t, z>s, ž>š) Buzetsko čakavščino zaradi podobnosti s slovenščino Ribarić imenuje kajkavsko-čakavski dialekt, Małecki jo ima za čakavsko-slovenski dialekt, po drugi strani pa jo Ramovš in Šimunović tako kot Brozović obravnavajo le kot čakavščino.

## Značilnosti
Jezikoslovci ne znajo natačno opredeliti tipičnih lastnosti čakavščine, ker vsebuje arhaične staroslovanske elemente, ki so podobni bolgarščini. Takšna je npr. beseda jazik (jezik). Nekatere druge značilnosti so:
- Čakavščina v ednini prve osebe uporablja -n namesto -m. (jaz sem se v čakavskem prevodu glasi: ja san). Takšno obliko ednine prve osebe najdemo tudi v prekmurščini in tudi prleškem narečju (ges san, dja san).
- Glas Đ (dž) čakavščina izgovarja kot dj, čeprav tudi v kajkavskih narečjih najdemo dj, tudi v medžimurskem narečju.[navedi vir]
- Čakavščina ima v rodilniku, dajalniku, tožilniku, mestniku in orodniku -e izgovor, tako kot slovenščina. Npr. slovar čakavskega jezika je čakavsko ričnik čakavskega jazika, v moderni hrvaščini pa riječnik čakavskoga jezika. Med čakavščino in primorskoslovenskimi narečji je veliko podobnosti. Čakavski elementi so prisotni tudi v pesmih Srečka Kosovela.[navedi vir] Tudi čakavsko poimenovanje lastnega jezika z izrazom čakavščina kaže na podobnost s slovenščino.

## Položaj čakavščine
V Jugoslaviji so čakavski jezik, ki je imel na Hrvaškem največjo tradicijo, potisnili v ozadje. V komunizmu pa so čakavski književnosti celo nasprotovali.
Od 1991 dalje je pričel nastajati novi čakavski knjižni jezik. Ansambel Ča-val pop rock prepeva v čakavskem jeziku, ta jezik pa preučujeta tudi Hrvaška akademija znanosti in umetnosti. V Crikvenici vsako leto izhaja Vindolski zbornik, v dalmatinskih mestih pa deluje čakavski radio.